# Puerta de la India (película)
Puerta de la India (en inglés: Gateway of India) es una película de comedia negra india de 1957 dirigida y producida por Om Prakash y filmada por G. Singh, está editada por Dharamvir y la música está compuesta por Madan Mohan. Cuenta con un elenco que incluye a Madhubala, Bharat Bhushan, Pradeep Kumar, Johnny Walker, Anita Guha y Master Bhagwan.

## Argumento
Anju (Madhubala) escucha a su tío Shyamlal, conspirando para matarla, por la propiedad de su padre, pero antes de hacerlo, debe encontrar todos los documentos importantes, que ella y su leal sirviente han escondido.
El tío mata al pobre sirviente y le dice a sus secuaces que pongan el cadáver en una caja y lo entreguen a la mañana siguiente en la Puerta de la India.
Tiene la intención de encarcelar a Anju también hasta que ella le entregue los papeles y luego la mate, pero ella escapa. Su tío envía a dos matones tras ella y ella tiene que adelantarse unos pasos. La aventura tiene lugar durante una noche, mientras Anju huye de un aprieto tras otro, burlando a matones y hombres peligrosos que, por decirlo suavemente, no son caballeros. Y antes de que vuelva a salir corriendo, les dice a todos que se reúnan con ella en la Puerta de la India a la mañana siguiente.
El tipo afable Kishore (Pradeep Kumar), que da un paseo en su coche, es un traficante de drogas y un proxeneta. El siguiente chico, Chandan (Chandrashekhar), en cuyo coche se desliza, la lleva a un burdel dirigido por su hermana (Manorama). Ella sale de allí y corre directamente a la casa de un contrabandista (Johnny Walker) y su hermano Tony. Ella finge emborracharse, canta una canción, baila un número y vuelve a saltar, haciendo tropezar a los guardias.
Esta vez ella trepa por la puerta hacia la ventana de un tipo de Barba Azul (Bhagwan Dada), que se ha casado con media docena de mujeres y luego las mató para cobrar el seguro.
Ahora quiere casarse para siempre, establecerse y tener hijos. Anju también le parpadea, promete casarse con él (él puede bailar una secuencia de sueños vestido como un chino), le dice que se encuentre con ella en la Puerta de la India y se aleja solo para encontrarse con un don de la calle (Om Prakash) que se enamora de ella. Con él, ella cambia a la jerga bambaiya y suavemente lo convence de una cita en Gateway.
Los dos matones todavía le pisan los talones cuando se encuentra con un poeta Prakash (Bharat Bhushan). Ella va a la Puerta de la India donde se ha congregado la galería de los pícaros, tomando la precaución de llamar a la policía. Su tío le dice a la policía que está enojada, pero la caja con el cadáver llega para demostrar que estaba diciendo la verdad, y Prakash viene a ayudar. Todos los criminales terminan en la cárcel y en un movimiento muy audaz para el momento, ella corre detrás de Prakash y le propone matrimonio, sin darle oportunidad de rechazarla.

## Elenco
- Madhubala como Anju / Padma / Darling / Lajwanti / Chanchal / Lata
- Bharat Bhushan como Prakash
- Pradeep Kumar como Kishore
- Anita Guha como la novia de Kishore
- Johnny Walker como Johny
- Om Prakash como Street Don
- Shyamlal como tío de Anju
- Ratan Gaurang como chef en el restaurante
- Aziz Kashmiri
- Romper (aparición de invitado)
- Randhir (aparición especial)
- Raj Mehra (aparición especial)

## Producción
Omprakash había escrito la historia de Puerta de la India manteniendo un solo nombre en su mente: Madhubala. Después de terminar la historia, se acercó a Ataullah Khan, el padre dominante de Madhubala que solía manejar sus contratos. Dado que la película necesitaba rodajes nocturnos, Khan, que nunca permitió que Madhubala rodara por la noche, se negó y le pidió a Omprakash que se acercara a cualquier otra actriz. Sin embargo, Omprakash fue inflexible y, en última instancia, Khan tuvo que ceder. Al escuchar la historia, Khan quedó tan impresionado que decidió cobrar menos que el alto precio de mercado habitual de Madhubala.
Gran parte de Puerta de la India fue baleado en las calles de Bombay. Omprakash había reservado una suite en el hotel Taj para que Madhubala se relajara entre sesiones de medianoche. Dado que era un nombre respetable en la industria, varios actores importantes como Bharat Bhushan y Pradeep Kumar aceptaron aparecer en papeles de pocos minutos.

## Recepción

### Recepción de la crítica
La película recibió críticas favorables por parte de los críticos. Una revisión retrospectiva de Deepa Gahlot encontró que la historia y los temas de la película eran poco convencionales, ya que la mayoría de las actrices principales en esos días eran damiselas en apuros, mientras que Madhubala interpretó a una corredora que sobrevive sola, sin la ayuda de un hombre. Elogió mucho a Madhubala por su actuación: El personaje camaleónico que Madhubala interpretó en Puerta de la India fue una de sus mejores actuaciones y era una gran comediante.

### Taquilla
Puerta de la India recaudó ₹ 0,45 crore (equivalente a ₹ 91 crore en 2018) en la taquilla para emerger como la decimonovena película más taquillera de 1957. Según la revista Silhouette, la cinta fue un éxito comercial moderado.